# Бечки дијалект
Бечки дијалект, или винериш, представља средње-источно баварски дијалект њемачког језика, чије коришћење се данас ограничава углавном само на аустријски главни град Беч (Wien). Већ у сусједним мјестима Доње Аустрије (Niederösterreich), многи изрази, ријечи и идиоми не могу се употребити, а даље према западу постају потпуно неразумљиви.

## Говорне карактеристике
Винериш (бечки дијалект) јасно се разликује како од аустријске форме стандардног њемачког језика, тако и од других дијалеката који се говоре у Аустрији.
Почетком 20. вијека у Бечу су се разликовала 4 бечка дијалекта, који су припадали различитим бечким окрузима. То су били фаворитнериш, мајдлингериш, мајдлингер „Л“ дијалект, отакрингериш и флоридсдорфериш. Међутим, у данашње вријеме не постоје разлике бечког дијалекта међу окрузима. Такође „шенбрунер дојч“ (Schönbrunner Deutsch) који се користио међу племићким породицама у Бечу, данас је потпуно нестао.

### Изговарање
Фонетика бечког дијалекта не разликује се у многом од осталих бајерских дијалеката, али ипак, за примијетити су сљедеће разлике:
- Монофтонгирање; За разлику од стандардног њемачког језика и осталих бајерских дијалеката, код винериша се дифтонзи претварају у монофтонге.
Примјер: стандардни њемачки (heiß) – бајерски (hoaß) – винериш (haaß)
- За винериш су типични веома издужени самогласници у ријечи, а посебно у ријечи која се налази на крају реченице. 
Примјер: Heeaasd, i bin do ned bleeed, wooos waaasn ii wea des woooa ('Hörst du, ich bin doch nicht blöd, was weiß denn ich, wer das war').
- Мајдлингер „Л": Код појединих друштвених слојева, а посебно радничког слоја у округу Мајдлинг могуће је сусрести се са специфичним продуцирањем гласа „Л“. ( Послушајте). Раније је чак постојао такозвани дијалект „мајдлингер Л“ као подгрупа бечког дијалекта.

### Граматика
У граматици бечког дијалекта не примјећују се разлике у поређењу са осталим бајерским дијалектима. Ипак, у поређењу са стандардним њемачким могу се нагласити поједине разлике.
 На примјер, избјегавање употребе генитива, затим употребљавање приједлога ohne са дативом (у стандардном њемачком ohne се користи са акузативом), и слично.

### Рјечник
У погледу ријечног фонда, винериш се може представити као потпуно независан дијалект.

#### Утицаји на рјечник
Рјечник бечког дијалекта првенствено има корјене у средње-високо њемачком и дјелимично старо-њемачком. Са друге стране многи изрази воде поријекло из страних језика и то углавном са подручја некадашње Аустроугарске монархије.

#### Примјери
Транскрипција бечког дијалекта није стандардизована, али се углавном правилима правописа стандардног њемачког језика покушава у потпуности представити фонетика бечког дијалекта. Доле наведени примјери су уписани према концепту, тако да је на првом мјесту ријеч бечког дијалекта, затим иста ријеч на стандардном њемачком, или уколико она не постоји онда одговарајући превод, те превод на српском. На трећем мјесту се налази изворна ријеч из језика или дијалекта из кога стварно потиче и такође евентуални превод те ријечи на српски. Примјери:
- из староњемачког: Zähnd ('Zähne', зуби, од zand), Hemad ('Hemd', кошуља, од hemidi)
- из средње-високо њемачког: Greißler ('(kleiner) Lebensmittelhändler', трговац намирницама (на мало), од griuzel (деминутив од gruz 'Korn', зрно)), Baaz ('schleimige Masse', слузава маса, од batzen 'klebrig/weich sein', бити љепљив), si ohgfrettn ('sich abmühen', потрудити се, од gefrett, das; -s, 'Ärger, Mühe', љутња, труд)
- из хебрејског и јидиша: Masl ('Glück', срећа, из хебр. mazal), Hawara ('Freund/Gefährte', пријатељ, из хебр. chaver), Gannef ('Gauner', мангуп, лопов из хебр. ganab)
- из чешког: Motschga ('unappetitlicher Brei', неукусна каша, из чеш. mocka или omáčka, сос, супа), Pfrnak ('(große) Nase', велики нос, из чеш. frňák)
- из мађарског: Maschekseitn ('die andere Seite', друга страна, из мађ. a másik), Gattihosn ('(lange) Unterhose', дуге гаће, из мађ gatya 'панталоне')
- из италијанског: Gspusi ('Freundin', пријатељица, из итал. sposa), Gstanzl ('Strophe eines (Scherz-)Liedes', строфа комичне пјесме, из итал. stanza)
- из француског: Trottoa ('Gehsteig', тротоар, из фра. trottoir), Lawua ('Waschschüssel', лавор, из фра. lavoir), Loschie (од logis), Blafoo ('Zimmerdecke', плафон, из фра. plafond), Potschampel ('Nachttopf', пољски клозет, из фра. pot de chambre)
- из арапског: Haddscha (дуг пут за прећи, од Haddsch)

Комплетан ријечни фонд бечког дијалекта описан је и обухваћен у „Рјечнику бајерских нарјечја у Аустрији“.

### Прагматизам
У бечком дијалекту вишеструко се дају примијетити прагматичне особености:
- веома често се јављају иронични начини говора, који се испољавају или кроз интонацију, или кроз мимику и гестику. За странце, ово је често један од разлога неспоразумјевања.
- претјеривање: Увеличавање у бечком дијалекту представља правило.
Ту се такође убраја и „супротно претјеривање“ тј. умањивање, што је препознатљиво коришћењем деминутива помоћу суфикса:-l или -erl (Примјер: Kaffeetscherl, Plauscherl ...).

Уколико се посматрају типични говорни акти Бечлије, у том начину говора може се видјети огледало његовог менталитета.
Примјер: I bin an hoibn Dog ummadumgrennt, woa in hundert Gschäfter und hob nix gfundn. Преведено на стандардни њемачки, ово значи: 'Ich bin einen halben Tag umhergelaufen, war in hundert Geschäften und habe nichts zum Einkaufen gefunden.' (Јурио сам цијели дан, био сам у стотину продавница, али нисам ништа нашао да купим). У пренесеном значењу ово говори, да је особа можда један час ходала, била у три продавнице и свега нешто мало купила. Ова реченица би између двојице Бечлија била управо тако уважавана.

## Тежње
Од скоријег времена винериш се све више потискује у корист стандардног њемачког језика. У Бечу се развија стандардни њемачки са типичним бечким акцентом. Примјер: (Was hast'n für eine Note g'schrieben? мјесто оригиналног бечког дијалекта Wos host 'n fir a Notn gschriebn?). Ипак, упркос томе што се винериш потискује у корист стандардног њемачког језика, монофтонгирање остаје очувано, што је велика разлика винериша у односу на друге дијалекте. Примјер:Wäääßt, wos mir heut in der Schule für än gråååsliches Fläääsch kriegt ham? ['Weißt du, was wir heute in der Schule für ein grausiges Fleisch vorgesetzt bekommen haben?']. Монофтонгирани дифтонзи као <ei> ~ äää или <au> ~ ååå, обично су веома јако наглашени и изговарају се издужено 
Разлог за благо потискање бечког дијалекта у корист стандардног њемачког може се тражити у тежњама медија да старобечки дијалект представе као језик некадашњих нижих слојева града Беча, али без обзира, стандардни њемачки језик који се говори у Бечу користи већину ријечи из бечког дијалекта.

## Типичне ријечи и идиоми
Изрази су писани по принципу, 1. бечки дијалект, 2. стандардни њемачки, 3. српски језик

### Узвици
- Öha! = 'Hoppala!' = Оп `ла!
- Na Oida! = буквално 'Na Alter!' = Ааа стари!, Израз чуђења и невјеровања
- Jessas Maria! = 'Jesus, Maria!' (узвик узбуђења, страха)
- I hau mi' oh! = 'Ich lach mich tot!' = мртав насмијан (израз весеља и дивљења)

### Апели
- Heast, Oida! = 'Hörst du, Alter!' = Чујеш ли стари!? (веома чест израз на почетку реченице)
- Zah' au(n)! = 'Beeile dich gefälligst!' = Пожури!
- Lass' mi aug'lahnt! (Lass mich angelehnt!) = 'Lass mich in Ruhe!' = Пусти ме на миру (наслоњеног)!
- Lass' mi in Kraut! = 'Lass mich in Ruhe!' = Пусти ме на миру (у купусу)!
- Rutsch ma'n Buggl owe! = 'Lass mich in Ruhe, deine Anliegen interessieren mich nicht!' = Пусти ме на миру, твоје ме жеље не интересују!

#### Буди миран! / Зачепи губицу!
- Gusch!
- Sei staad!
- Hoit di Pappn!
- Hoit's Mäu! (Halte das Maul!) = Зачепи губицу
- Hoit den Schlapfen!

### Из језика радника
- Postla = 'Postbote' = Поштар
- Kiwara, Kiwarei, такође: die He = 'Polizist(en), (Kriminal-)Polizei' = Полицајац, Крим-полицајац
- Pompfüneberer = Bestatter, из француског: pompes funèbres = Гробар
- Postn = 'Anstellung, Posten', = служба, најчешће у администрацији (чиновник)
- Hockn = 'Anstellung', = служба, најчешће у радионици; a Muadshockn ('eine Mordsarbeit') = 'viel Arbeit' = смртоносни рад (много за радити)
- hocknstaad = 'arbeitslos' = незапослен
- Pfaffn = 'Pfarrer' = свештеник (фратар)
- Funknschuasta (Funkenschuster) = 'Elektriker'= Електричар (буквално: Обућар за свјетло)
- Pappnschlossa = 'Zahnarzt' = Зубар (буквално: Бравар губице)

### Из „окружења"
- Peitscherlbua (Peitschenbub), Strizzi = 'Zuhälter' = Сводник (буквално:момак са канџијом)
- Asfoitschwoibn (Asfaltschwalbe) = 'Prostituierte' = Проститутка (буквално:ласта са асфалта)
- Giftler = 'Drogensüchtiger' = Наркоман
- Jaukerl = 'Spritze' = Шприца
- Häfn = 'Gefängnis' = Затвор
- Schmoiz (Schmalz) = 'Haftstrafe' = Затворска казна (буквално:сало)
- Durt wochsn de Feidln so laung ausn Bodn. (Dort wachsen die Messer so lang aus dem Boden. = 'eine unsichere Gegend' = Тамо расту оволики ножеви из тла (уз гестикулацију), несигурно подручје;